# The Stranglers
The Stranglers er en engelsk rockgruppe. Gruppen blev dannet i Guildford i 1974.
The Stranglers (Kvælerne) opnåede popularitet i slutningen af 70'erne under den engelske punkbølge. Gruppen blev især associeret med punk grundet bassist Jean-Jacques Burnels opførsel og udseende, men gruppen blev aldrig anset for ren punk af flere årsager: Dels var de ældre end medlemmerne af de øvrige punkbands, dels var The Stranglers teknisk dygtigere, og mere melodiske musikalsk. Teksterne var ofte intellektuelle og handlede eksempelvis om præstestyret i Iran, australsk indenrigspolitik eller genetisk manipulation, tilsat skæv humor. Navnet "The Stranglers" opstod i bandets tidlige år, da Burnel efter endnu en upopulær optræden stormede ud i backstageområdet og rasende udbrød (med henvisning til publikums negative reaktion på bandet): -"Well, the stranglers have done it again!" (løst oversat: Så slog kvælerne til igen!)

## Dannelse
Trommeslager Jet Black (født Brian Duffy) besluttede at afslutte en ellers succesfuld karriere som issælger og alkoholfabrikant for i stedet at forfølge en gammel drøm om at blive musiker. Han var på daværende tidspunkt i midten af 30'erne. Black indrettede en etage i sin virksomhed som øvelokale, og søgte efter bandmedlemmer.
Den første var Hugh Cornwell, som på daværende tidspunkt spillede i det svensk-britisk-amerikanske band Johnny Sox, som var flyttet fra Sverige til England efter Cornwells afsluttende biokemiske studier på Lund Universitet. Da de øvrige medlemmer af Johnny Sox kort efter forlod gruppen, flyttede Cornwell ind i et værelse hos Black, og de to arbejdede og skrev musik i nogle måneder.
Cornwell mødte ved et tilfælde britisk-franske Jean-Jaques Burnel, som oprindeligt klassisk guitarist. Han blev overtalt til at blive en del af gruppen og købte Cornwells bas. Cornwell og Burnel blev gruppens frontfigurer og kreative kerne i de tidlige år.
Det fjerde medlem blev svenskeren Hans Wärmling, som Cornwell kendte fra sin tid i Sverige. Resten af bandet har siden beskrevet Wärmling som en ekstremt dygtig guitarist, men han brød sig ikke om at turnere og gøre karriere i et rock'n'roll band. Wärmling forlod gruppen, som derefter oprettede en annonce i et musikblad og søgte efter en keyboardspiller. Denne blev Dave Greenfield, og dermed var bandets tidlige lyd cementeret.
Gruppens navn The Stranglers navn blev registreret 11. september 1974, og alle flyttede ind i et rum i Blacks virksomhed, som han efterhånden havde solgt fra for at finansiere gruppens udgifter. I de tidlige år opnåede gruppen en dedikeret fanskare, bl.a. centreret omkring de såkaldte Finchley Boys, som både blev roadies og bodyguards.

## Første udgivelser
The Stranglers første udgivelse er Rattus Norvegicus fra april 1977. Lyden er aggressiv og tempoet højt, hvilket skabte ligheder til punkscenen. Størstedelen af musikken på dette album blev komponeret før Greenfield blev medlem, og hans keyboard endnu ikke er så fremtrædende.
Næste album var No More Heroes, fra september 1977, som indeholdt et hit i titelnummeret. På dette album er Greenfield langt mere fremtrædende. Tredje album var Black and White fra maj 1978, og således bandets tredje udgivelse på blot 13 måneder. Dette gav gruppen et kraftigt afsæt.
Efter de første plader blev The Stranglers af deres to managere anbefalet at splitte op og gå solo hver især; men de nægtede, fyrede deres managere, og begyndte at eksperimentere med andre genrer.
Fjerde udgivelse blev The Raven fra 1979, som af mange fans regnes som et kreativt højdepunkt.

## Eksperimenter og europæisk mainstream succes
Bandet udgav i 1980 konceptalbummet The Gospel According To The MenInBlack, som handlede om UFO'er, rumvæsner og Jesu genopstandelse. Albummet var en kraftig drejning væk fra tidligere album, og blev ikke en succes. Flere af gruppens medlemmer har siden udtalt, at det er deres favorit album, fordi pladeselskabet tillod stort kreativt frirum.
I 1981 udgav bandet La Folie (fransk: Galskaben) som oprindeligt modtog lunkne anmeldelser, indtil nummeret Golden Brown blev spillet i radioen og blev til bandets største hit nogensinde. Efterfølgende album Feline (1983), Aural Sculpture (1984), og Dreamtime (1986) blev alle mødt med dalende salg i hjemlandet. Til gengæld fandt bandet et marked i bl.a. Frankrig og Spanien, men fik aldrig et gennembrud i USA.

## Gnidninger og Cornwells afsked
Cornwell har i biografien Hugh Cornwell – The Stranglers Song By Song beskrevet hvad han opfatter som årsagen til sin afsked. Han skrev efterhånden størstedelen af gruppens tekster og melodier, og mødte ikke den samme entusiasme fra andre medlemmer som tidligere. Der opstod desuden løbende ufred mellem ham og især Burnel, som hidtil havde været den næstmest bidragende sang og tekstskriver.
I midten af 80'erne blev Black fascineret af trommemaskiner, og besluttede at lade maskiner spille trommer på efterfølgende studiealbum. Kombineret med en generel nedgang i bidrag fra Greenfield har Cornwell siden udtalt, at han opfattede The Stranglers som "en udtømt kreativ åre".
I 1990 udgav bandet det tiende album Ten, som blev produceret med "stor lyd" og blæsere i håb om at slå igennem i USA, hjulpet af en turné der. Pladen solgte dog ikke godt nok i Europa til at pladeselskabet ville risikere en turné i USA, så den blev aflyst. Cornwell opfattede dette som afgørende for sin beslutning om at forlade gruppen. Han gennemførte den europæiske turné, og forlod gruppen efter den sidste koncert i Alexander Palace 13. august 1990.

## Senere år
Efter Hugh Cornwells afsked droppede bandet den store lyd med blæsere, og rekrutterede i stedet guitarist Paul Ellis og sanger Paul Roberts, som begge optrådte på de følgende album. Ingen af disse album opnåede fordums salgsmæssige højder. I 2006 overtog Baz Warne som både guitarist og sanger.
Sytten af bandets originale kompositioner mellem 1977 og 1986 nåede den britiske top 40 hitliste. Bortset fra nogle remixes og genudgivelser havde The Stranglers derefter ingen top 40 hits før 2004-udgivelsen Norfolk Coast, som kastede top 40 hittet Big Thing Coming af sig. Umiddelbart efter denne udgivelse forlod Paul Roberts gruppen.
The Stranglers turnerer stadig som kvartet og udgav det 17. studiealbum Giants i foråret 2012. Black har været igennem nogle sygdomsforløb og optræder ikke længere live. Trommeslager Jim Macaulay har overtaget hans plads til koncerter, og har siden 2016 optrådt på plakater og promotion materialer.
I maj 2020 døde Dave Greenfield, efter at være blevet smittet med COVID-19. Bandet annoncerede efterfølgende, at en afskedsturné ville finde sted til hans ære.